# Skade (fugl)
 For alternative betydninger, se Skade. (Se også artikler, som begynder med Skade)
Skade er navnet på flere kragefugle, heriblandt:
- Skovskade, Garrulus glandarius
- Husskade, Pica pica
- Blåskade, Cyanopica cyanus, Østasien
- Ibererblåskade, Cyanopica cooki, Iberiske Halvø
- Blå skovskade, Cyanocitta cristata